# ژاپن در سال ۱۹۸۹
ژاپن در سال ۱۹۸۹ در تاریخ ژاپن، سال پایانی دوره شووا، سال شصت و چهارم شووا، و مرگ هیروهیتو در ۷ ژانویه، بود. این سال آغاز دوره هیسه‌ای، سال اول هیسه‌ای (هیسه‌ای گاننن نام دارد، گاننن به معنای "سال اول") است. از ۸ ژانویه سلطنت پسر بزرگ هیروهیتو، آکی‌هیتو آغاز شد بنابراین، سال ۱۹۸۹ مربوط به گذار بین دوره شووا و هیسه‌ای در گاه‌شماری ژاپنی است.
سال ۱۹۸۹ اولین سال دوره هیسه‌ای در ژاپن و همچنین اوج میانگین نیکی ۲۲۵ در بازار سهام بود تا زمانی که در ۲۰۲۴ پیشی گرفت.

## مسوولین
- امپراتور ژاپن:
  - هیروهیتو (تا ۷ ژانویه)[۱]
  - آکی‌هیتو (شروع از ۷ ژانویه)[۲]
- نخست‌وزیر ژاپن:
  - نوبورو تاکه‌شیتا (حزب لیبرال دموکرات (ژاپن)–Shimane) (تا ۳ ژوئن)
  - سوسوکه اونو (لیبرال دموکرات–شیگا) (۳ ژوئن - ۱۰ اوت)
  - توشیکی کایفو (لیبرال دموکرات–آیچی) (شروع از ۱۰ اوت)

## رویدادها

### ژانویه
- ۷ ژانویه
  - مرگ هیروهیتو: در ساعت ۷:۵۵ صبح، آژانس خانواده امپراتوری اعلام کرد که امپراتور هیروهیتو در ۸۷ سالگی در آرامش درگذشت.
  - آکی‌هیتو با مرگ پدرش صد و بیست و پنجمین امپراتور ژاپن می‌شود.
- ۸ ژانویه: دوره شووا پایان می‌یابد و دوره هیسه‌ای رسماً آغاز می‌شود.

### مارس
- ۱۹ بهمن: آخرین اجرای عمومی خواننده هیباری میسورا در کیتاکیوشو، فوکوئوکا برگزار شد.
- ۱۳ فوریه: رسوایی استخدام شکسته شد و رئیس سابق شرکت دستگیر شد.
- ۲۴ فوریه: تدفین دولتی هیروهیتو: مراسم تشییع جنازه در پارک شینجوکو گیوئن در قبرستان امپراتوری موساشی برگزار می‌شود. پدر و مادر، امپراتور تایشو و امپراتور تی‌می.

### آوریل
- ۱ آوریل
  - ژاپن اولین مالیات بر مصرف ملی خود را با سه درصد معرفی کرد.
  - سندای تبدیل به یک شهر تعیین شده توسط فرمان دولتی می‌شود.
- ۲۵ آوریل: نخست‌وزیر ژاپن نوبورو تاکه‌شیتا در پی یک رسوایی معاملات سهام استعفای خود را اعلام کرد.
- ۲۶ آوریل: سریال دراگون بال زد انیمه در فوجی تلویژن شروع می‌شود.

### ژوئن
- ۱ ژوئن: صدمین سالگرد تأسیس فوکوئوکا.
- ۲ ژوئن: کابینه تاکشیتا استعفا داد، سوسوکه اونو نخست‌وزیر شد.

### ژوئیه
- ۱ ژوئیه: صدمین سالگرد تأسیس کوفو، یاماناشی و گیفو (شهر).
- ۱۲ ژوئیه: صدمین سالگرد تأسیس آکیتا (شهر).
- ۱۶ ژوئیه: رانش زمین در مقیاس بزرگ به دنبال له شدن یک میکروبوس بر اثر جلوگیری از ریزش سنگ در اچیزن، فوکوئی رخ داد که بر اساس گزارش تأیید شده رسمی، ۱۵ نفر کشته شدند.
- ۲۳ ژوئیه
  - در  پانزدهمین انتخابات عادی برای مجلس مشاوران، لیبرال دموکرات‌ها اکثریت خود را برای اولین بار در تاریخ حزب در «رژیم غذایی پیچ خورده» از دست دادند (. nejire kokkai)، باید با اپوزیسیون تحت رهبری [حزب سوسیالیست ژاپن] همکاری کند، زیرا اکثریت دو سوم مجلس نمایندگان را در اختیار ندارد. کابینه Uno استعفا می‌دهد.

### اوت
- ۸ اوت: اصلاح طلب توشیکی کایفو از جناح کوچک کوموتو با ۲۷۹ رأی مخالف یوشیرو هایاشی (گروه نیکایدو، گروهی جدا شده از فراکسیون تاکشیتا، ۱۲۰ رأی، به عنوان رئیس LDP انتخاب شد) و شینتارو ایشیهارا (قبلاً با جناح خودش که در سال ۱۹۸۴ به فراکسیون آبه ادغام شد، ۴۸ رأی)[۳]
- ۹ اوت: اولین کابینه کایفو تشکیل شد و یک روز بعد به‌طور رسمی منصوب شد.

### سپتامبر
- ۲۷ سپتامبر: پل خلیج یوکوهاما افتتاح شد.

### اکتبر
- ۱ اکتبر: صدمین سالگرد تأسیس ناگویا، توتوری (شهر) و توکوشیما (شهر).
- ۸ اکتبر: هشت کوهنورد در هیپوترمی در کوه تاته، استان تویاما جان باختند.

### نوامبر
- ۴ نوامبر: قتل خانواده ساکاموتو - اوم شینریکو یک وکیل به نام تسوتسومی ساکاموتو و همچنین همسرش ساتوکو و پسر نوزادش تاتسوهیکو را که بر روی دعوی علیه این گروه مذهبی کار می‌کردند به قتل رساند. .
- ۲۲ نوامبر: کنفدراسیون اتحادیه‌های کارگری ژاپن یا "RENGO" با ادغام کنفدراسیون کار ژاپن (Dōmei) و فدراسیون اتحادیه‌های کارگری مستقل (Chūritsu Rōren) تأسیس شد.

### دسامبر
- ۱۵ دسامبر: صدمین سالگرد تأسیس ماتسویاما، اهیمه.
- ۲۹ دسامبر: شاخص نیکی ۲۲۵ بورس توکیو به رکورد ۳۸٬۹۱۵٫۸۷ رسید.